# Calamus macrorhynchus
Calamus macrorhynchus är en enhjärtbladig växtart som beskrevs av Karl Ewald Maximilian Burret. Calamus macrorhynchus ingår i släktet Calamus och familjen Arecaceae. Inga underarter finns listade i Catalogue of Life.